# Identité et Contrôle : Une théorie de l'émergence des formations sociales
Identité et Contrôle : Une théorie de l'émergence des formations sociales est un ouvrage majeur en sciences sociales contemporaines, écrit par Harrison White qui le publia pour la première fois en 1992 sous le titre original Identity and Control: A Structural Theory of Social Action. Une seconde édition remaniée parut, en 2008, sous le titre Identity and Control: How Social Formations Emerge.
Dans son livre, White propose un paradigme généralement vu comme profondément subversif, dense et écrit dans un langage aride. Il propose de partir de l'idée que d'emblée rien n'est organisé ou régulier, que les régularités (individus, sociétés, institutions sociales, etc) apparaissent au fil des interactions et qu'il faut donc s'intéresser aux histoires qui sous-tendent les relations pour comprendre le monde social.

## Parution originale en 1992
L'œuvre originale reçut un accueil très favorable et l'Association américaine de sociologie — American Sociological Association (ASA) — réunit un symposium publié, en 1993, dans un numéro spécial de la revue Contemporary Sociology.
La vaste majorité des critiques concernant Identity and control visent la façon dont le livre est rédigé : il est dense et écrit dans un style inhabituel pour la sociologie. L'auteur emploie des termes provenant de la chimie et propose des concepts et un vocabulaire auxquels il faut se familiariser rapidement car il n'y revient pas.
Le paradigme que propose Harrison White est à l'antipode du livre de Fondation of Social Theory de James Coleman ; « Dans son commentaire d’Identity and Control, Charles Tilly (1993) écrit que cet ouvrage et Foundations of Social Theory de Coleman (1990) se détruisent l’un l’autre comme la matière et l’antimatière ». Dans l'individualisme méthodologique, l'action sociale est expliquée par la contingence d'actions posées par des individus qui agissent chacun selon leur propre rationalité, tandis que l'interactionnisme structural fait de l'individu une formation sociale parmi d'autres et de la rationalité un « style » parmi d'autres, ce qui paraît inacceptable pour Raymond Boudon.

### Symposium de 1993
Quatre sociologues aux orientations diverses ont chacun publié un bref article réflexif sur la sociologie que propose Harrison White dans Identity and control lors d'un symposium centré sur l'œuvre, en 1993.
- Commentaire de Raymond Boudon[4] :

La critique principale de Boudon à l’encontre de White concerne la volonté de White d’ancrer les sciences sociales sur de solides bases. Il se dit aussi insatisfait que lui en ce qui concerne l’état des sciences sociales, mais ne croit pas qu'il parvienne à son objectif : « Un de mes points principaux de désaccord avec White c'est qu'il vise à ancrer fermement les sciences sociales dans l'objectivité ». Son argument principal sur ce point est qu’à son avis, les sciences sociales doivent garder un programme minimal davantage qu’une théorie générale. Boudon considère que : « Son insistance sur identité et contrôle comme étant un enjeu majeur des sciences sociales l'amène aussi à accueillir des réflexionx contre-intuitives ». Selon Boudon, l'approche proposée par White néglige de porter une attention à la raison et à l’esprit individuel. Boudon a aussi discuté dans cet article du concept d’encastrement chez White : « Pour illustrer, il soutient que la notion d'encastrement est essentielle pour expliquer les fins poursuivies par les acteurs. Vrai. Mais, comme suggéré par Smith et Kant, et plusieurs théoriciens contemporains, l'observateur "désencastré" est aussi nécessaire dans l'explication ».
Boudon s’accorde avec White au sujet de l’aspect insatisfaisant des théories du choix rationnel (TCR) mais, pour lui le problème ne réside pas dans le fait que ces théories prennent la personne en tant qu’unité d’analyse de base. Selon Boudon, la plus grande faiblesse de ces théories est de surestimer l’égoïsme et la rationalité instrumentale. Il reproche à White sa vision de la rationalité : « White introduit une autre thèse fortement controversée quand il dit que la rationalité est un cas particulier du style qui apparait exclusivement dans certains contextes sociaux ». Boudon ajoute : « Si être rationnel veut dire, comme je crois qu'il devrait le faire, avoir des raisons d'agir et de faire ce que l'on fait selon nos croyances, je ne suis pas prêt à accepter cette conclusion ».
- Commentaires de Charles Tilly[8] :

Tilly est des plus enthousiastes face à l'œuvre de White, ce qui ne l’empêche pas d'être critique : « Si nous pouvions attribuer un prix au livre le plus profond, subversif et obscur, Identity and control, le gagnerait haut la main ». Tilly le trouve obscur au sens qu’il fournit une image non conventionnelle du monde social ; que les définitions conceptuelles sont très abstraites et pas assez illustrées selon lui ; qu’il manque certaines définitions — dont celle de « contingence » — et qu’il y a un manque important de redondance : « Une fois qu'un terme est défini, nous sommes censés le connaître ».
Il s’accorde avec Boudon sur les idées de grandeurs de White, mais ne se positionne pas de la même façon : « Il tente rien de moins qu'une revivification de toutes les sciences sociales et je le rejoins volontiers. Il était temps. ».
Tilly soutient que l'approche whitienne sous-entend de nombreuses idées inhabituelles pour les chercheurs des sciences sociales : « Comme si ce n'était pas suffisant, le livre traitent les organismes comme des environnements et intersections d'identités multiples, l'identité de la « personne » se construisant comme toutes les autres ; jamais une personne entière (interprétée comme la totalité sociale d'un organisme) n'agit. [Son schème conceptuel] nie toute disjonction radicale entre la vie sociale humaine et non humaine ; par exemple, des unités sociales de toute sorte - humaines ou non - produisent des histoires ».
Tilly apporte aussi des questionnements. Notamment concernant les trois dimensions de l’incertitude chez White (contingences, ambages et ambigüité). Tilly cite White : « Il affirme (p. 111) que « l'ambage et l'ambiguïté n'existent qu'en tant que suite de la contingence. » ». Tilly souligne que la création d’organisation sociale en réponse à la contingence puisse à la fois réduire la contingence et l’ambigüité, sans nécessairement augmenter l’ambage.
- Commentaires de Craig Calhoun[12] :

Craig Calhoun, pour sa part, souligne d’emblée comment le livre de White souffre de lacunes d’écriture et d’édition, malgré l’importance des propos qu’il contient. Pour ce sociologue, l’apport de White est de proposer aux chercheurs des conceptualisations qui devraient se retrouver dans le vocabulaire de tous les jours des sociologues contemporains. Mais White n’a pas réussi selon lui à écrire un livre assez cohérent pour fournit une théorie sociologique générale : « La contribution de son travail est plus du calibre de celle de Merton (sans sa prose limpide) que de Parsons. Elle ne mène pas à l'architecture mais à des éclairages conceptuels spécifiques ». Outre l’exposition de sa compréhension de certains des concepts de White, Calhoun adresse de nombreux questionnements sur le thème de l’action. White soutient qu’une incertitude endémique pousserait notre espèce à déployer des efforts de contrôle afin de réduire cette incertitude, ce qui engendrerait au fil du temps et des interactions certaines régularités dans un monde, somme toute chaotique, bien qu’il ne cherche pas à expliquer l’existence des efforts de contrôle et qu’il s’agisse clairement d’un axiome dans sa théorie ; ce que lui reproche Calhoun.
Calhoun a du mal avec l’idée de White concernant l’inertie endémique de l’organisation sociale. À la fois White parle d’action au sens de ce que font les identités à la recherche de contrôle et à la fois il dit que l’action est bloquée ; le changement est difficile car l’ordre de l’organisation sociale tend le bloquer. Calhoun affirme : « Action veut principalement dire changement, et c'est vu en tant qu'effort de contrôle. Pour les sociologues qui ont un intérêt direct dans l'étude de l'action (et des êtres humains) cela peut sembler être une vision étroitement troublante, bien que je suppose qu'il pourrait être développé pour présenter la plupart de ce qui sont communément considérés comme les autres objets de l'activité humaine en tant que dérivé de la poursuite du contrôle ». C’est la façon dont White conçoit l’action sociale comme étant exclusivement de l'effort de contrôle qui semble le plus troubler Calhoun.
Enfin, pour Calhoun, la section la plus claire du livre d’Harrison White concerne sa critique des théories du choix rationnel : "Une des sections les plus claires est sa discussion sur les théories du choix rationnel. Il voit comment le mythe de la personne autonome est lié à la rhétorique de la rationalité, et il discute de façon utile et pertinente de la rationalité comme étant un style distinct, tant pour les interactions ordinaires que pour la théorie sociale. Dans ce contexte, il fournit une des affirmations les plus éloquente « C'est le sens, non pas la rationalité, qui est le point de mire de l'organisation sociale, en grande partie. Les identités sont comme des radeaux rafistolés avec des morceaux récupérés ici et là, afin de faire face aux circonstances. La sauvegarde des identités exige la comparabilité et du sens entre les identités, de sorte que le sens est le point de mire des projets de contrôle. La manière utile de traiter la rationalité, est de la considérer comme un cas particulier de sens, un cas de portée limitée ».
Le passage qui agace Raymond Boudon (p. 303), est compris différemment chez Calhoun. Pour ce dernier, le recours à la notion de style pour aborder la rationalité lui semble utile. En citant White, il met en lumière l’importance de la comparabilité entre les identités et comment le sens prend une place centrale dans la sociologie whitienne. Le « mythe de la personne », qui se retrouve aussi l’objet des critiques de Boudon, apparaît chez Calhoun un élément que White a vu avec acuité. Pour clore la critique de Calhoun, celui-ci tend à donner à White le crédit d’avoir introduit des outils puissants pour l’analyse sociologique. Il demeure cependant plein de questionnement concernant la conceptualisation de l’action chez White.
- Commentaires de Marshall W. Meyer[16] :

Pour sa part Meyer propose davantage un résumé de la théorie whitienne qu'une critique, tout en soulignant d’emblée sa position : « Identity and Control développe une théorie unique, brillante et à certains égards idiosyncratique de la structure et de l'action sociales. ». Il souligne aussi, comme les autres, que la lecture de ce livre est aride. Il propose notamment de donner un ordre différent à la table des matières ; ce qui sera fait dans la seconde édition.

Autosimilarité

Meyer s’est principalement intéressé aux nombreux niveaux d’analyses que permet la théorie whitienne ainsi qu’à l’idée d’autosimilarité du monde social : « comme conséquence, les réseaux complexes, les organisations et institutions, d'une part, et les personnes (non pas les êtres biophysiques, mais les personnes en tant qu'acteurs sociaux) d'autre part, émergent à partir de la formation des identités. Souvent les identités sont autoréférentielles et appliquent sur elles-mêmes des efforts de contrôle. Et le principe d'autosimilarité opère à travers ce processus qui sont souvent isomorphes à travers les divers niveaux de structuration sociale. ».
Il mentionne au passage comment chez White, les identités ne déploient pas seulement des efforts de contrôle par rapport aux autres personnes, mais qu’elles appliquent ce contrôle à elles-mêmes. Il souligne aussi l’idée très hétérodoxe que la dichotomie entre les niveaux d’analyses sociologique ne soit due qu’à une conceptualisation particulière du monde social : chez White, elle disparaît. Meyer souligne qu’il y a aussi de multiples niveaux de vocabulaires et qu’il faut s’y familiariser abondamment avant de tenter la lecture d’Identity and Control. Pour illustrer son point, il présente le concept de disciplines, ces trois formes, leurs ordres de valeurs et leurs processus.
L’idée de la comparabilité (issue de l’équivalence structurale) semble une des plus profondes observations de White selon Meyer. La nécessité d’être comparables afin d’entrer en compétition : « La compétition implique la comparabilité, que ce soit dans le plus primitif pecking order ou dans la hiérarchisation organisationnelle moderne. ».

## Seconde édition, en 2008
La seconde édition est un remaniement profond de mise en forme l'édition originale, qui fut inspiré à l'auteur lors d'une démarche française de traduire l’œuvre de 1992. « Ce qui m'a finalement décidé d'entreprendre la révision, c'est la suggestion que m'a faite Michel Grossetti de clarifier l'édition de 1992, alors qu'il entamait la traduction en français du livre ».

## Paradigme proposé dans le livre
La vision que propose White dans « Identity and control » de la réalité sociale est vue comme permettant de dépasser les dichotomies habituelles en sciences sociales; dichotomies entre microsociologique et macrosociologique, entre holisme et atomisme, entre l'agentivité et les contraintes structurelles, entre une vision statique et une vision dynamique du social : « En particulier, Identity and Control permet un dépassement des oppositions classiques en sociologie (micro/macro, individualisme/holisme, expérience subjective/structure, statique/dynamique) en s’appuyant sur une perspective centrée sur les réseaux sociaux et les réseaux sémantiques et en proposant un certain nombre de concepts nouveaux ou reconstruits de façon non conventionnelle. »

## Articles d'introduction àIdentity and control
- Michel Grossetti et Frédéric Godart, « Harrison White : des réseaux sociaux à une théorie structurale de l'action », SociologieS [En ligne], Découvertes / Redécouvertes, Harrison White, 2007 lire en ligne
- Alain Degenne. Harrison White ou un chaînon manquant de la sociologie : À propos du livre Identity and Control. 1996 Lire en ligne
- White, Harrison (Il s'agit d'un article adapté présentant le chapitre 2 du livre de 2008), « Réseaux et histoires. Traduit et présenté par Michel Grossetti et Frédéric Godart », SociologieS,‎ 17 octobre 2007 (ISSN 1992-2655, lire en ligne, consulté le 29 novembre 2018)

## Media francophones
- Le Monde, section livre (résumé) : Identité et contrôle Une théorie de l'émergence des formations sociales de Harrison C. White
- Sciences humaines : Identité et contrôle

### Citations
1. ↑  Coleman et les tenants de l’individualisme méthodologique s’attachent à construire les phénomènes sociaux à partir des comportements individuels, en faisant sur ces derniers les hypothèses minimales.[3].
2. ↑  « One of my main points of disagreement with White deals with this very objective grounding the social sciences »[5].
3. ↑  « His insistence on identity and control as the major issue of the social sciences leads him also to welcome counterintuitive insights »[6].
4. ↑  « For instance, he argues that the notion of embeddeness is essential to explaining the ends followed by the actors. True. But, as suggested by Smith, Kant, and many modern theorists, the disembedded observer is also necessary to the explanation »[6].
5. ↑  « White introduce another strong and controversial thesis when he says that rationality is a particular style that appears exclusively in some social contexts »[6].
6. ↑  « If we awarded a prize for a book scored by the multiple of profundity, subversiveness, and obscurity, Identity and Control would surely win hands down »[9].
7. ↑  « He attempts nothing less than a revivification of all the social sciences. I join him gladly in that aim. It’s about time »[9].
8. ↑  « As if that were not enough, the book treats organisms as sites and intersections of multiple identities, with the identity of the “person” being constructed like all the rest ; no whole person (construed as the social totality of an organism) ever acts. It denies any radical disjunction between human and nonhuman social life; in the sense of this scheme, of example, social units of all sort – human or otherwise – produce stories »[10].
9. ↑  « He says (p. 111) that "ambage and ambiguity both exist only as the follow-on to contingency.” »[11].
10. ↑  « The contribution of his work are more like Merton’s (without the limpid prose) than Parson’s. They lie not in the architecture but in the specific insights conceptualization. »[13].
11. ↑  « Action means mainly change, and it is pursued as part of efforts at control. For sociologists with more direct interests in action (and human beings) this may seem a troublingly narrow view, though I suppose it could be expanded to present most of what are commonly considered the others objects of human activity as derivative of the pursuit of control »[14].
12. ↑  « One of White’s clearest section is his discussion of rational choice theory. He sees how the myth of the autonomous person is tied to rhetoric of rationality, and he usefully discusses rationality as a distinctive style for both ordinary interaction and social theory. In this context, he gives one of his most expansive statements about meaning : « It is meaning, not rationality, that is the focus of most social organization. Identities are rafts cobbled together out of leftovers to face cross-tide of circumstance. Sustenance of identities requires comparability of and meaning between identities, so that meaning is the focus of insight for projects of control. The useful way to treat rationality is as but a special case of meaning, a case of limited scope ». »[15].
13. ↑  « Identity and Control develops a unique, brilliant, and in some respect idiosyncratic theory of social structure and action. »[17].
14. ↑  « As a consequence, complex networks, organizations, and institutions, on one hand, and persons (not biophysical persons, but persons as social actors), on the other, arise from the contention of identities. Often identities are self-referential and direct efforts at social control at themselves. And the principle of self-similarity operates through-out: processes are often isomorphic across multiple levels of social structure »[18].
15. ↑  « Competition induced through comparability, whether in the most primitive pecking orders or in the modern organizational hierarchy, is an extraordinarily powerful control device. »[18].